# Russ Spencer
Russ Spencer, britanski pevec, * 1. marec 1980.
Kot vokalist nastopa v skupini Scooch, ki je zastopala Združeno kraljestvo v Helsinkih na Pesmi Evrovizije 2007